# The Dubliners
The Dubliners (/ðə ˈdʌblɪnəz/) fou un grup de música folk irlandès fundat a Dublín el 1962. El grup va començar a actuar amb el nom de The Ronnie Drew Ballad Group, en honor del seu membre fundador; posteriorment en canviarien el nom pel de The Dubliners (els dublinesos en català). Els integrants del grup han patit diversos canvis al llarg dels seus 50 anys de vida; tot i així, l'èxit dels Dubliners s'ha basat bàsicament en els seus cantants principals, Luke Kelly i Ronnie Drew, que actualment ja han mort. El grup va aconseguir èxit internacional gràcies a les seves cançons de folk irlandès, bal·lades tradicionals i cançons instrumentals. El grup era un habitual dels escenaris folk tant de Dublín com de Londres a principis dels anys 60 fins que van firmar amb la discogràfica Major Minor el 1965 després del suport de Dominic Behan. Aleshores començaren a rebre moltes emissions de les seves cançons a Radio Caroline, i finalment van aparèixer a Top of the Pops el 1967 amb hits com "Seven Drunken Nights" (que va vendre unes 250.000 còpies al Regne Unit) i "Black Velvet Band". Sovint interpretant cançons de caràcter polític considerades controvertides en aquell moment, van ser criticats per alguns puristes del folk, i la companyia nacional irlandesa de televisió, la RTÉ, va imposar un vet no oficial a les seves cançons entre 1967 i 1971. És en aquest moment en què la popularitat del grup comença a estendre's per la resta d'Europa, i també van aparèixer a The Ed Sullivan Show als Estats Units. L'èxit del grup es va mantenir al llarg de la dècada dels 70, i un bon nombre de col·laboracions amb els The Pogues el 1987 els va permetre entrar a la UK Singles Chart en dues noves ocasions.
Els Dubliners foren molt importants en la popularització de la música folk irlandesa a tot Europa, tot i que no van superar la popularitat de The Clancy Brothers and Tommy Makem als Estats Units. No obstant, van influenciar moltes generacions de grups irlandesos, i el seu llegat pot sentir-se actualment en la música de grups com els The Pogues, els Dropkick Murphys i Flogging Molly. Molt venerats en el seu país d'origen, versions de bal·lades irlandeses de Ronnie Drew i Luke Kelly es tendeixen a considerar les versions definitives. Essent un dels elements irlandesos més influents del segle xx, van celebrar els seus 50 anys junts el 2012, convertint-los en el grup musical existent més longeu d'Irlanda. També el 2012, en els Premis Folk de BBC Radio 2 se'ls va concedir el premi a la trajectòria.
Els The Dubliners van anunciar la seva retirada la tardor del 2012, després de 50 anys de música, després de la mort del darrer dels seus membres fundadors, Barney McKenna. Tot i així, els membres restants del grup, amb l'excepció de John Sheahan, van continuar actuant sota el nom de "The Dublin Legends". Actualment encara hi ha dos membres d'aquest darrer grup supervivents dels Dubliners, Seán Cannon i Eamonn Campbell.

## Història del grup

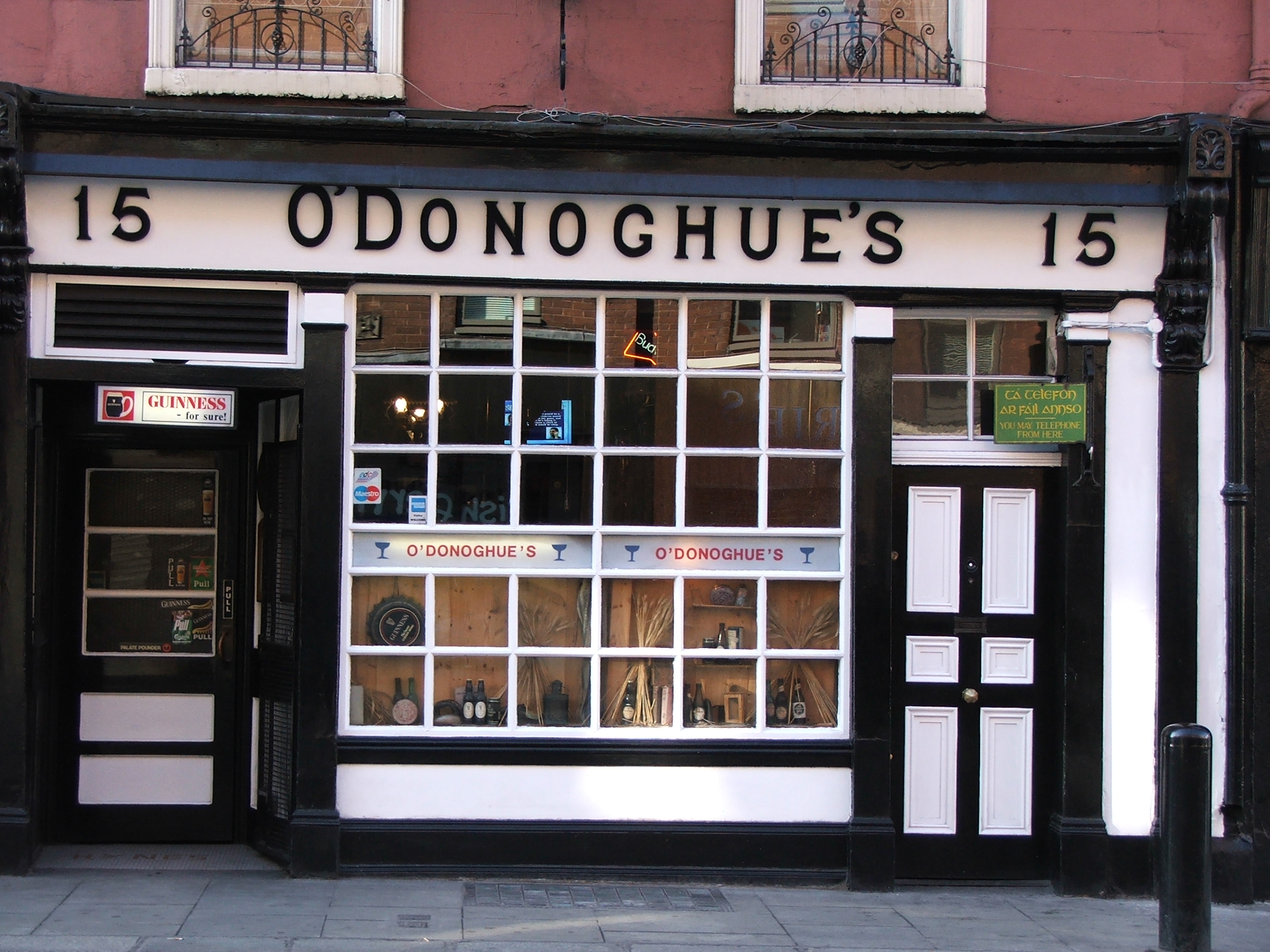
Pub O'Donoghue's, a Merrion Row, Dublín, on el grup va actuar regularment a principis de la dècada de 1960.

### Orígens
El primer nom dels Dubliners fou "The Ronnie Drew Ballad Group", grup de música format el 1962 que es va donar a conèixer actuant regularment al O'Donoghue's Pub de Dublín. El canvi de nom va venir motivat perquè, en primer lloc, a Ronnie Drew no li agradava i, en segon lloc, perquè Luke Kelly estava llegint l'obra Dubliners de James Joyce en aquell moment. Els membres fundadors, a més de Drew i Kelly, foren també Ciarán Bourke i Barney McKenna.
Drew, McKenna i Thomas Whelan s'havien unit, en un principi, per realitzar un concert per recaptar fons, i posteriorment van treballar amb el comediant irlandès John Molloy al Gaiety Theatre de Dublín, on cantaven cançons entre els actes de Molloy.
Abans d'unir-se als Dubliners a temps complet, Kelly havia estat un temps actuant en clubs de folk anglesos com el Jug o'Punch de Birmingham, regentat pel cantant de folk Ian Campbell.
El grup va actuar al Festival d'Edimburg el 1963, fet que els va portar a ser presentats pel programa de la BBC Hootenanny. Aquesta exposició pública els va ajudar a aconseguir un contracte amb l'empresa Transatlantic Records, amb la que van gravar el seu primer àlbum, anomenat simplement The Dubliners. També van gravar-hi el seu primer single interpretant Rocky Road to Dublin i The Wild Rover.

### Membres del grup
Drew havia passat un temps a Espanya quan era jove, on havia après a tocar la guitarra flamenca, i per això acompanyava les seves cançons amb una guitarra espanyola. Drew va deixar el grup el 1974 per passar més temps amb a seva família, essent substituït per Jim McCann. Cinc anys més tard retornaria als Dubliners, però el tornaria a abandonar el 1995. Ronnie Drew va morir al St Vincent's Private Hospital de Dublín el 16 d'agost de 2008 després d'una llarga malaltia. Paddy Reilly va reemplaçar a Drew el 1995. Les principals contribucions de Drew al grup foren el single "Seven Drunken Nights", la seva interpretació de "Finnegan's Wake", i "McAlpine's Fusiliers".
Luke Kelly era més un bal·ladista que no pas Drew, i tocava acords en un banjo de cinc cordes. Kelly va cantar diverses versions de cançons tradicionals com ara "The Black Velvet Band", "Whiskey in the Jar", "Home Boys Home"; però també "The Town I Loved So Well" de Phil Coulter, "Dirty Old Town" de Ewan MacColl, "The Wild Rover", i "Raglan Road", escrit pel famós poeta irlandès Patrick Kavanagh. Kavanagh va conèixer a Kelly en un pub, i li demanà que cantés la cançó. El 1980 a Luke Kelly li van diagnosticar un tumor cerebral. En algunes ocasions Kelly estava massa malalt per cantar, tot i que de vegades podia participar en algunes de les cançons amb el grup. En el transcurs d'una gira per Alemanya es va desmaiar a l'escenari. Quan Kelly estava massa malalt per actuar, era substituït per Seán Cannon. Va seguir participant en les gires de la banda fins dos mesos abans de la seva mort, el 30 de gener de 1984. Un dels darrers concerts on va participar va ser grabat i publicat com a Live in Carré, grabat a Amsterdam i publicat el 1983. El novembre de 2004 l'ajuntament de Dublín va votar unànimament realitzar una estàtua de bronze de Luke Kelly. Kelly està enterrat al cementiri de Glasnevin de Dublín.
Ciarán Bourke era cantant, però també tocava la guitarra, el tin whistle i l'harmònica. Cantava moltes cançons en irlandès ("Peggy Lettermore", "Preab san Ól"). El 1974 es va desmaiar a l'escenari després de patir una hemorràgia cerebral. Una segona hemorràgia el va deixar paral·litzat del seu costat esquerre. Bourke va morir el 1988. El grup no el va substituir oficialment fins a la seva mort.
John Sheahan i Bob Lynch va unir-se al grup el 1964. Abans havien estat tocant durant les pauses dels concerts, i sovint es quedaven per a la segona part d'aquests. Quan Luke Kelly va marxar a Anglaterra el 1964, Lynch va passar a ser el seu substitut temporal. Quan Kelly va tornar el 1965, Lynch va deixar el grup, però Sheahan es va quedar. Segons Sheahan, mai va ser (o ha estat) consultat oficialment sobre unir-se al grup. Sheahan és l'únic membre que ha rebut una educació musical. Lynch es va suïcidar a Dublín el 1982.

### Darrers canvis i gires
El 1996 Ronnie Drew va deixar el grup i Paddy Reilly el va substituir. Reilly, amic dels membres del grup des de feia temps, havia participat en diverses gires amb anterioritat; ja era un artista d'èxit, interpretant peces com "The Fields of Athenry" o "The Town I Loved So Well".
El 2005 Paddy Reilly va marxar als Estats Units i Patsy Watchorn es va unir al grup. Watchorn ja s'havia fet conegut gràcies a The Dublin City Ramblers; com Kelly, acompanyava les cançons amb un banjo de cinc cordes.
El grup realitzava una gira per Europa cada any. Una gira planejada a Dinamarca dues setmanes després de la mort de McKenna el 5 d'abril de 2012 es realitzà de totes manres. Des del primer concert, a Copenhague, el 18 d'abril, i fins al final, fou substituït per Gerry O'Connor.
A finals del 2012 el grup va anunciar la seva retirada, efectiva després dels concerts de celebració dels seus 50 anys. L'últim concert dels The Dubliners fou a Vicar Street, a Dublín, els dies 28, 29 i 30 de desembre de 2012, i van realitzar la seva darrera aparició televisiva al Regne Unit en una edició grabada prèviament de la nit de cap d'any el 31 de desembre. La seva última aparició pública com els Dubliners fou el 27 de gener de 2013 en memòria de Barney McKenna.

## Èxit
The Dubliners es van convertir en un grup molt conegut, no només a Irlanda, sinó que també com a pioners del folk irlandès a tot Europa i, encara que no tant exitosos, als Estats Units. La gravació el 1967 de "Seven Drunken Nights" i "The Black Velvet Band" va publicar-se a la discogràfica Major Minor, essent publicitada a l'estació de ràdio pirata Radio Caroline. Com a resultat, ambdues cançons van arribar al top 20 del Regne Unit. Una tercera cançó, "Maids, When You're Young Never Wed an Old Man", va arribar al número 43el desembre de 1967. Aquest fou el seu darrer èxit, grabat amb els The Pogues, el 1987.
El 1974 Ronnie Drew va decidir deixar el grup per passar més temps amb la seva família, essent substituït per Jim McCann. Abans, McCann havia tingut un programa de televisió, a principis dels anys setanta, anomenat The McCann man. És conegut per les seves interpretacions de les cançons "Carrickfergus", Makem's "Four Green Fields", i "Lord of the Dance". Es va quedar al grup fins al 1979, moment en què inicià la seva carrera en solitari; aleshores Ronnie Drew va tornar al grup. Abans, però, Ronnie visità Noruega per gravar dues cançons en noruec amb el grup Bergeners.
The Dubliners també van aconseguir molta popularitat entre músics famosos com Bob Dylan, Roy Orbison, Jimi Hendrix o el bateria dels Pink Floyd Nick Mason, tots els quals es van autoproclamar fans dels Dubliners.
A la dècada de 1960, els The Dubliners van cantar cançons com "The Old Alarm Clock", "The Foggy Dew" i "Off to Dublin in the Green". Tot i així, el conflicte a Irlanda del nord a partir del 1969 els va portar a abandonar aquestes cançons del seu repertori. Al final de la seva carrera van recuperar-les.
El 8 de febrer de 2012, The Dubliners va rebre el Premi a la Trajectòria als Premis Folk de BBC Radio 2.

## The Dublin Legends

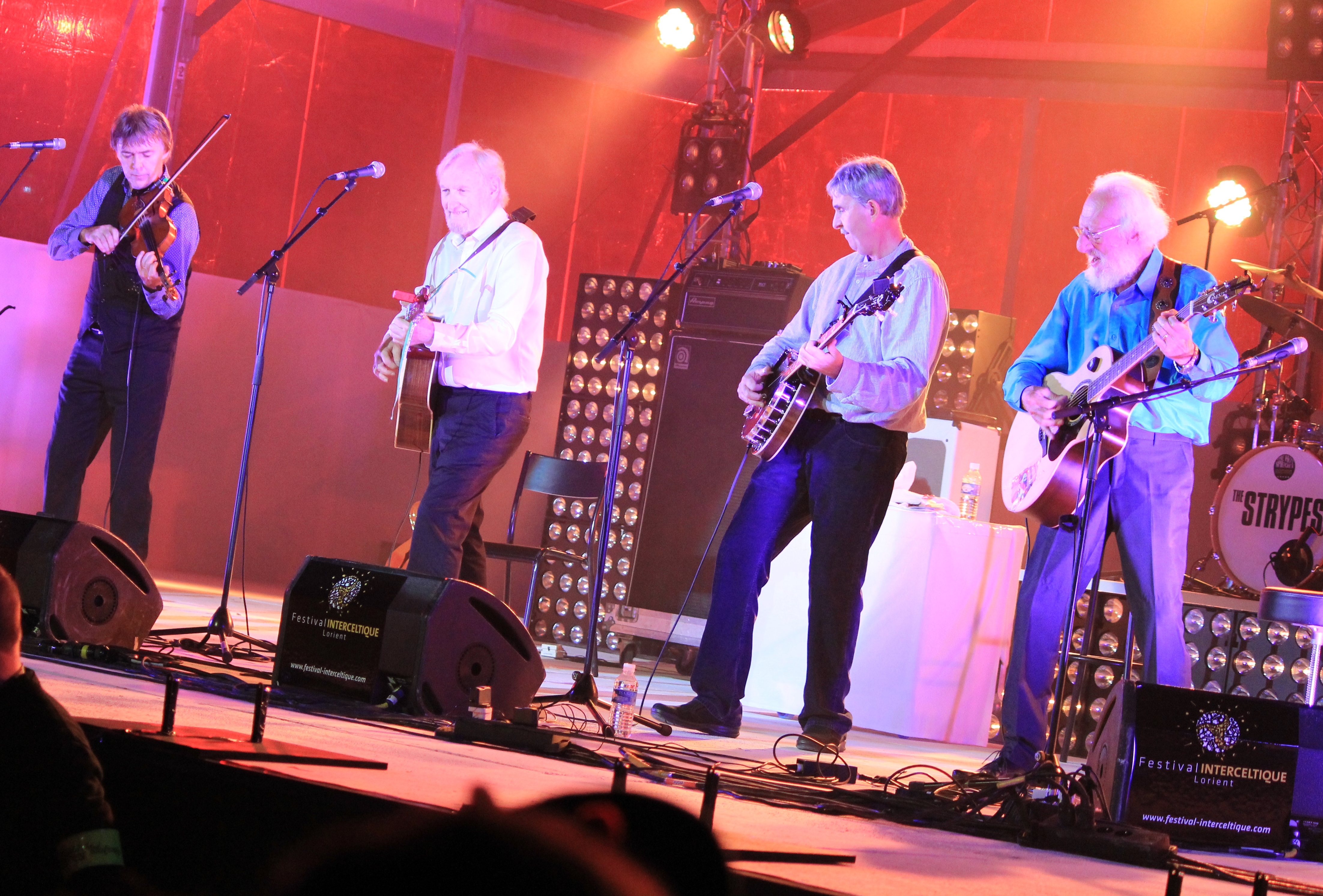
Spirit of The Dubliners Tour 2014

Després de la mort de John Sheahan i de la retirada oficial sota el nom de "The Dubliners" a finals del 2012, la resta d'integrants del grup, és a dir, Seán Cannon, Eamonn Campbell, Patsy Watchorn i el músic convidat Gerry O'Connor, van decidir formar un grup folk anomenat "The Dublin Legends", amb l'objectiu de mantenir el llegat dels The Dubliners viu. El febrer de 2013 van preparar una gira pel Regne Unit, però va haver de ser cancel·lada fins al juny a causa d'una operació que va haver de realitzar-se Eamonn Campbell. El novembre de 2013 Gerry O'Connor es va unir a Joe Bonamassa en la seva gira pels Estats Units, de manera que va ser substituït per Paul Kelly en la gira dels The Dublin Legends per Alemanya.
El grup va publicar el seu primer àlbum en directe, títulat An Evening With The Dublin Legends: Live In Vienna, el gener de 2014. Hi apareixen 18 cançons que foren interpretades el setembre de 2013 al 'Metropol' de Viena.
El 28 d'abril de 2014 Patsy Watchorn va publicar un missatge a la seva pàgina web on deia que havia "decidit prendre's un descans del negoci musical durant un temps" i que no participaria en la resta de la gira del grup aquell 2014. Tot i així oficialment no va deixar el grup, i està planejat que torni a formar-ne part més endavant. Patsy fou substituït pel seu germà Paul Watchorn. Paul Kelly segueix substituint a Gerry O'Connor mentre aquest segueixi de gira amb Joe Bonamassa.

## Personal

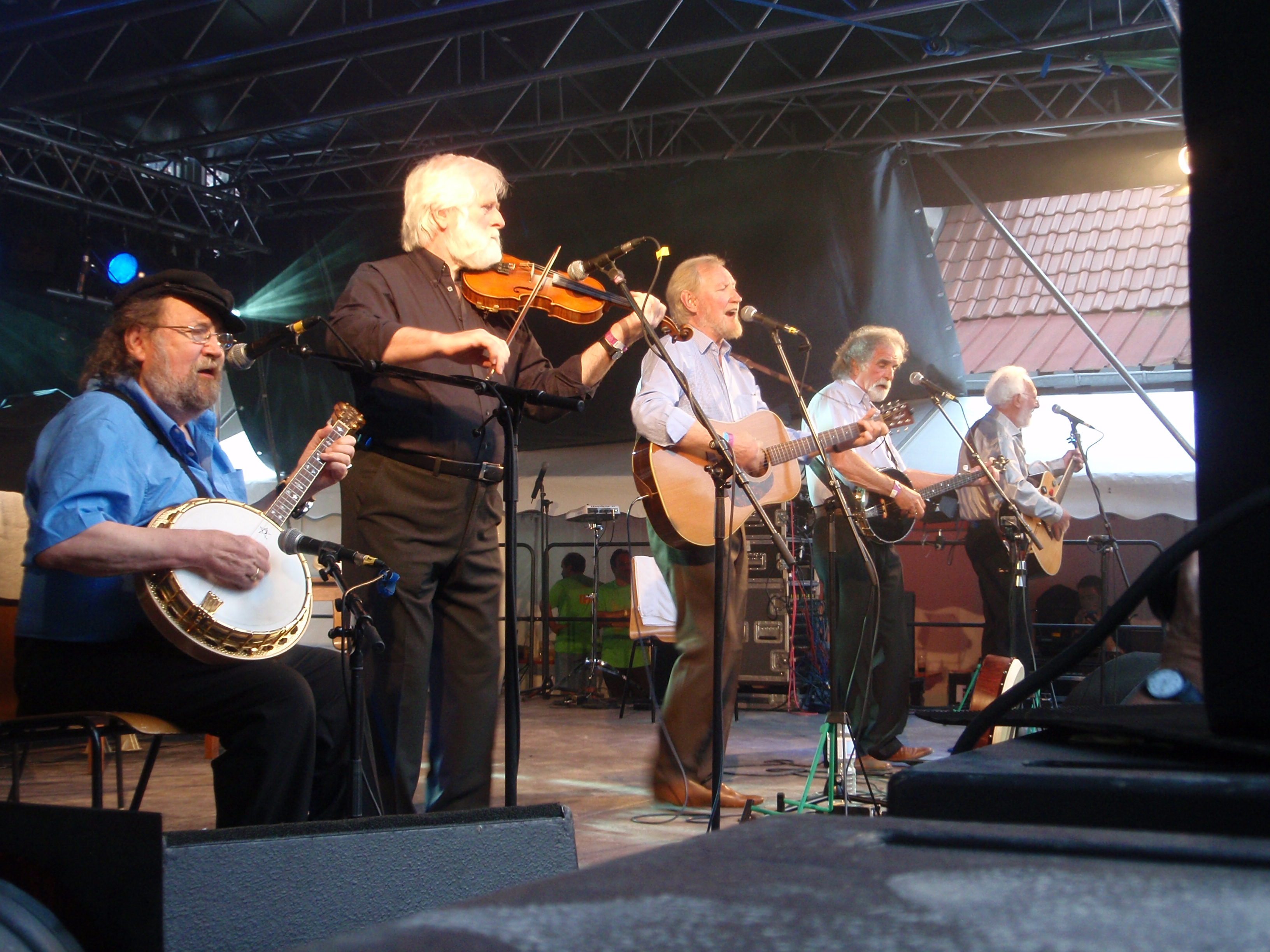
The Dubliners actuant al Festival de Folk Internacional de 2010 a Bad Rappenau, Alemanya. D'esquerra a dreta, Barney McKenna, John Sheahan, Seán Cannon, Patsy Watchorn i Eamonn Campbell.

### Membres
- Ciarán Bourke – veus, guitarra, tin whistle, harmònica (1962–73, 1973–74; convidat - 1987; mort 1988)
- Ronnie Drew – veus, guitarra (1962–74, 1979–95, 2002; convidatguest – 1978, 2005; mort 2008)
- Luke Kelly – veus, banjo (1962–65, 1965–83; mort 1984)
- Barney McKenna – banjo tenor irlandès, mandolina, melodeon, veus (1962–2012; mort 2012)
- Bob Lynch – veus, guitarra (1964–65; mort 1982)
- John Sheahan – violí, mandolina, tin whistle, concertina (1964–2012)
- Jim McCann – veus, guitarra (1973, 1974–79, 1984, 1987, 2002; convidat – 2009, 2011, 2012; mort 2015)
- Seán Cannon – veus, guitarra (1982–2012)
- Eamonn Campbell – guitarra, mandolina (1984, 1988–2012)
- Paddy Reilly – veus, guitarra (1984, 1995–2005; convidat - 2011)
- Patsy Watchorn – veus, banjo, bodhrán, culleres (2005–2012)

Musics convidats
- Mary Jordan (1960s)
- Anne Mulqueen (1962–63)
- John Reavey (1964–66)
- Danny Doyle (1970s)
- Michael Howard - guitarra (1980s, 2006)
- Nigel Warren-Green - cello (1983–84)
- Bobby Kelly (1986)
- Gerry O'Connor - banjo tenor irlandès (2005, 2012)
- Chris Kavanagh - veus, banjo (2011–12)
- Al O'Donnell - veus, guitarra (2011)
- Christy Sheridan - Banjo tenor irlandès (2012)[22]

## Discografia

### Àlbums originals
- 1964 The Dubliners
- 1965 In Concert (Live)
- 1966 Finnegan Wakes (Live)
- 1967 A Drop of the Hard Stuff  (a.k.a. Seven Drunken Nights)
- 1967 More of the Hard Stuff
- 1968 Drinkin' and Courtin' (a.k.a. I Know My Love)
- 1968 At It Again (a.k.a. Seven Deadly Sins)
- 1969 Live at the Royal Albert Hall (Live)
- 1969 At Home with The Dubliners
- 1970 Revolution
- 1972 Hometown (Live)
- 1972 Double Dubliners (a.k.a. Alive And Well)
- 1973 Plain and Simple
- 1974 Live (Live)
- 1975 Now
- 1976 A Parcel of Rogues
- 1977 Live at Montreux (Live)
- 1977 15 Years On
- 1979 Together Again
- 1982 Live In Carré (Live)
- 1983 21 Years On (Live)
- 1983 Prodigal Sons
- 1987 25 Years Celebration
- 1988 Dubliner's Dublin
- 1992 30 Years A-Greying
- 1996 Further Along
- 1997 Alive Alive-O (Live)
- 2002 40 Years (features old and new songs)
- 2002 Live From The Gaiety (Live)
- 2006 Live At Vicar Street (Live)
- 2009 A Time to Remember (Live)

### Àlbums recopilatoris
- 1967 The Best of The Dubliners (Transatlantic TRA 158)
- 1969 It's The Dubliners
- 1969 A Drop of The Dubliners
- 1976 Drinking and Wenching [1967-1969]
- 1977 Home, Boys, Home
- 1978 20 Original Greatest Hits
- 1979 The Dubliners Collection
- 1981 20 Original Greatest Hits Volume 2
- 1981 18 Original Greatest Hits Volume 3
- 1986 Luke's Legacy
- 1992 Off to Dublin Green
- 1993 Original Dubliners
- 1995 Milestones
- 1997 The Definitive Transatlantic Collection
- 1998 At Their Best
- 1998 Ageless Classics - The Transatlantic Years Revisited
- 2000 Collection (reassembling)
- 2000 Definitive Dubliners
- 2002 The Best of The Dubliners
- 2002 The Transatlantic Anthology
- 2003 Spirit of the Irish
- 2005 Wild Irish Rovers[23]
- 2006 The Dubliners Collection (reassembling)
- 2006 Too Late to Stop Now: The Very Best of the Dubliners
- 2009 The Very Best Of: The Dubliners
- 2010 The Very Best of the Original Dubliners
- 2012 50 Years

### DVDs
- 2002 Live From The Gaiety (40 Years Celebration Concert)
- 2006 Live At Vicar Street
- 2012 50 Years - Celebration Concert in Dublin

### Irish Chart singles
- 1966 - "Nelson's Farewell" (#6)
- 1967 - "Black Velvet Band" (#4)
- 1967 - All For Me Grog (#10)
- 1967 - "Seven Drunken Nights" (#1)
- 1968 - "Never Wed an Old Man" (#11)
- 1968 - "Dirty Old Town" (#10)
- 1971 - "Hand Me Down my Bible" (#7)
- 1971 - "Free the People" (#7)
- 1986 - "Raglan Road" (#30)
- 1987 - "Don't Get Married" (#24)
- 1987 - "The Irish Rover" (#1)
- 1990 - "Jack's Heroes" (#4) (with The Pogues)
- 1991 - "The Rose" (#2) (with Hothouse Flowers)
- 1994 - "Red Roses for Me" (#13)
- 2008 - "The Ballad of Ronnie Drew" (#1) (With U2)
- 2012 - "The Rocky Road to Poland" (#1 Ireland)(with Bressie and Damien Dempsey)
- 2013 - "The Auld Triangle (#80) (with Luke Kelly)

### UK Chart singles
- 1967 - "Seven Drunken Nights" (#7)
- 1967 - "Black Velvet Band" (#15)
- 1967 - "Never Wed An Old Man" (#43)
- 1987 - "Irish Rover" (Feat The Pogues) (#8)
- 1990 - "Jacks Heroes" (Feat The Pogues) (#63)